# Arthur van der Biezen
Arthur van der Biezen (Rotterdam, 1962) is een Nederlandse advocaat.
Van der Biezen kwam na een korte periode als bedrijfsadvocaat terecht in de strafpraktijk van Piet Doedens, waar hij uitgroeide tot een gerenommeerd strafrechtadvocaat. Samen met Jan-Hein Kuijpers stichtte hij in 2001 een advocatenpraktijk in 's-Hertogenbosch. De samenwerking met Kuijpers werd op 15 november 2012 beëindigd. Van der Biezen houdt zich onder meer bezig met levensdelicten en drugszaken alsmede omvangrijke fraude- en ontnemingszaken (Plukze).
In september 2008 werd bekend dat Van der Biezen verdacht werd van betrokkenheid bij heling van uit het Frans Hals Museum gestolen schilderijen. Een maand later werd de verdenking ingetrokken, het Openbaar Ministerie seponeerde de zaak tegen Van der Biezen om reden dat hij ten onrechte als verdachte was aangemerkt. Ook Deken Henk van Dijk was na onderzoek van mening dat Van der Biezen zich in de zaak "in alle opzichten had gedragen zoals een behoorlijk advocaat betaamt", en dat er geen reden was voor de verdenking.
In oktober 2009 werd bekendgemaakt dat Van der Biezen na bedreigingen 24-uurs bewaking had gekregen. De bedreiging had kennelijk te maken met de zaak rond de moord op Youssef Chahbouni. Van der Biezen verdedigde de verdachte in deze zaak.
Naast de behandeling van Nederlandse strafzaken is Van der Biezen ook actief in het Internationale Strafrecht. Arthur van der Biezen is sinds oktober 2011 een van de vijf Nederlandse advocaten die zijn toegelaten op de "list of counsel before the ICC".  In zaken betreffende oorlogsmisdaden, misdaden tegen de menselijkheid en genocide welke aanhangig zijn bij het Internationaal Strafhof zal hij optreden als "defence counsel or as legal representative of victims".